# NGC 2550

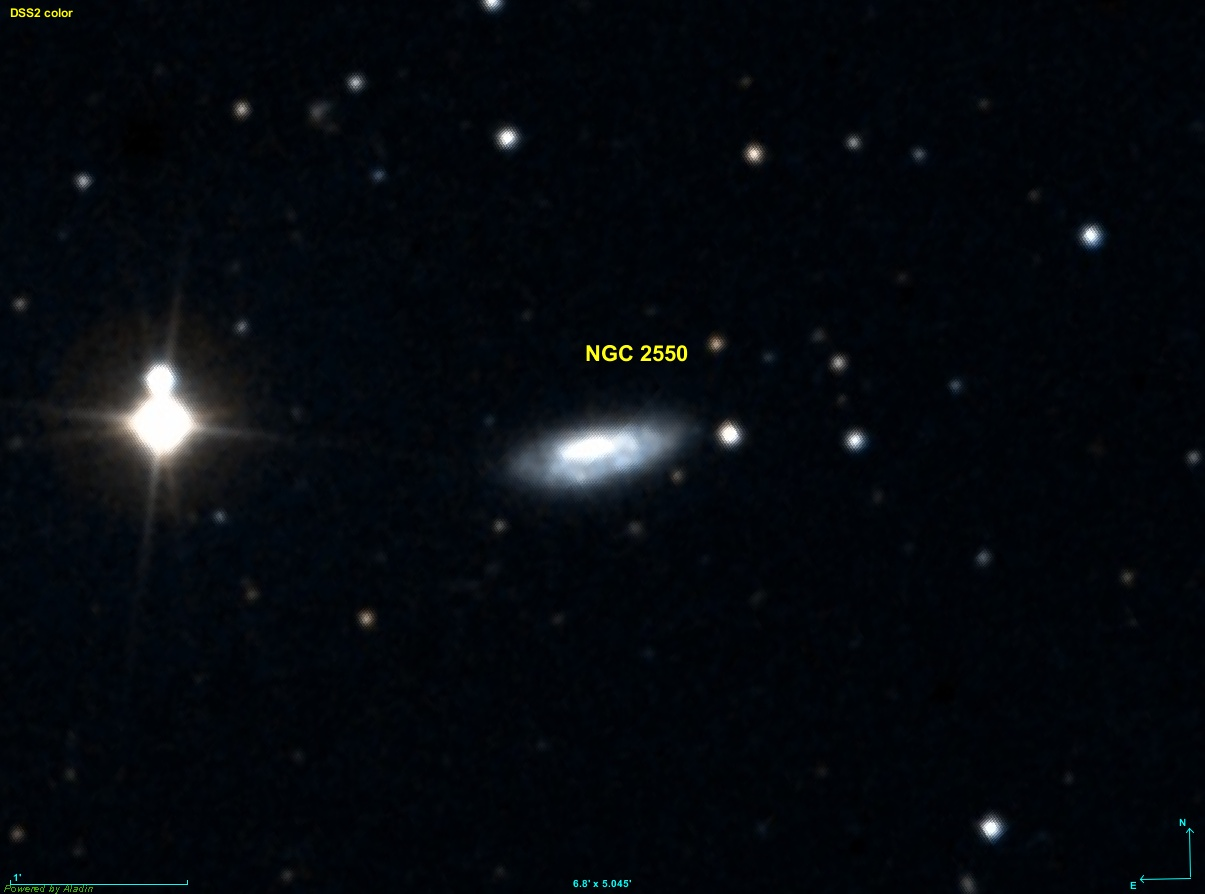
螺旋星系NGC 2550

星座中的位置：鹿豹座

NGC 2550是一個螺旋星系位于鹿豹座距離銀河系約1.04億光年。1885年由美國天文學家路易斯·斯威夫特所發現。NGC 2550 的亮度等級為II，具有寬的21公分線。它的赤经为824.6，赤纬为74° 1′，大小1.2′。